# ビットスター (インターネット企業)
ビットスター株式会社（英: bitstar.Inc）は、北海道札幌市中央区に本社を置き、MSP事業を中心に、インフラ構築事業、Web制作事業、ソフトウェア開発事業を行うIT企業である。
さくらインターネットの連結子会社である。

## 沿革
- 2008年（平成20年）
  - 3月 - ビットスター株式会社を設立
  - 5月 - iDCサービスを提供開始
  - 7月 - 北海道岩見沢市にIOCオフィス(サービス開発部)を開設
  - 11月 - 本社を北海道札幌市に移転
- 2009年（平成21年）
  - 9月 - Skype社と共同でSkype Night in Sapporoを開催
  - 10月 - レンタルサーバサービスを開始
  - 10月 - デザインサービス（Webデザイン、グラフィックデザイン）を提供開始
- 2010年（平成22年）
  - 4月 - 東京都港区に東京オフィス開設
  - 7月 - 放送局向けサービスを開始
  - 8月 - IOCオフィスを岩見沢駅前に移転
- 2011年（平成23年）
  - 3月 - 資本金を1,000万円へ増資
  - 4月 - 子会社として株式会社サービスデスクを設立
  - 5月 - 24時間有人運用体制を開始
- 2012年（平成24年）
  - 1月 - 東京オフィスを東京都港区に移転
  - 3月 - クラウドネットワークス株式会社に出資
- 2013年（平成25年）
  - 1月 - 大阪市福島区に大阪オフィスを開設
  - 9月 - 株式会社ノースグリッドと戦略的技術提携を締結
- 2014年（平成26年）
  - 1月 - 東京オフィスを東京都千代田区に移転
  - 4月 - 札幌市豊平区に札幌ブランチを開設
- 2015年（平成27年）
  - 3月 - IOCオフィスをデータセンター内に移転
  - 3月 - 米国に当社子会社「BITSTAR USA,Inc.」を設立
  - 3月 - さくらインターネット社向けに「さくらぽけっと」モバイルアプリを提供
  - 11月 - 札幌ブランチ増床
  - 12月 - 「BitStar SSL」を販売開始
- 2016年（平成28年）
  - 1月 - 「D-ReMu」を販売開始
- 2017年（平成29年）
  - 8月 - 本社を現住所に移転
  - 9月 - さくらインターネット株式会社への連結子会社化に合意
- 2018年（平成30年）
  - 3月 - 東京オフィスを東京都新宿区へ、大阪オフィスを大阪市北区へ移転
- 2019年（平成31年）
  - 4月 - 株式会社Joe'sクラウドコンピューティングを吸収合併
- 2020年（令和2年）
  - 10月 - 北海道文化放送株式会社と戦略的技術提携を締結
- 2022年（令和4年）
  - 4月 - 福岡市中央区に福岡オフィスを開設

## グループ会社
- さくらインターネット株式会社
- クラウドネットワークス株式会社